# Péter Nagy (haltérophilie)
Pour les articles homonymes, voir Péter Nagy.
Péter Nagy, né le 16 janvier 1986 à Komárom, est un haltérophile hongrois.  

## Palmarès

### Championnats d'Europe
- 2018 à Bucarest
  -  Médaille de bronze en plus de 105 kg.

### Universiade
- 2011 à Shenzhen
  -  Médaille d'or en plus de 105 kg.